# 轴花属
轴花属（学名：Erismanthus）是大戟科下的一个属，为乔木或灌木植物。该属共有2种，分布于马来半岛。